# Author

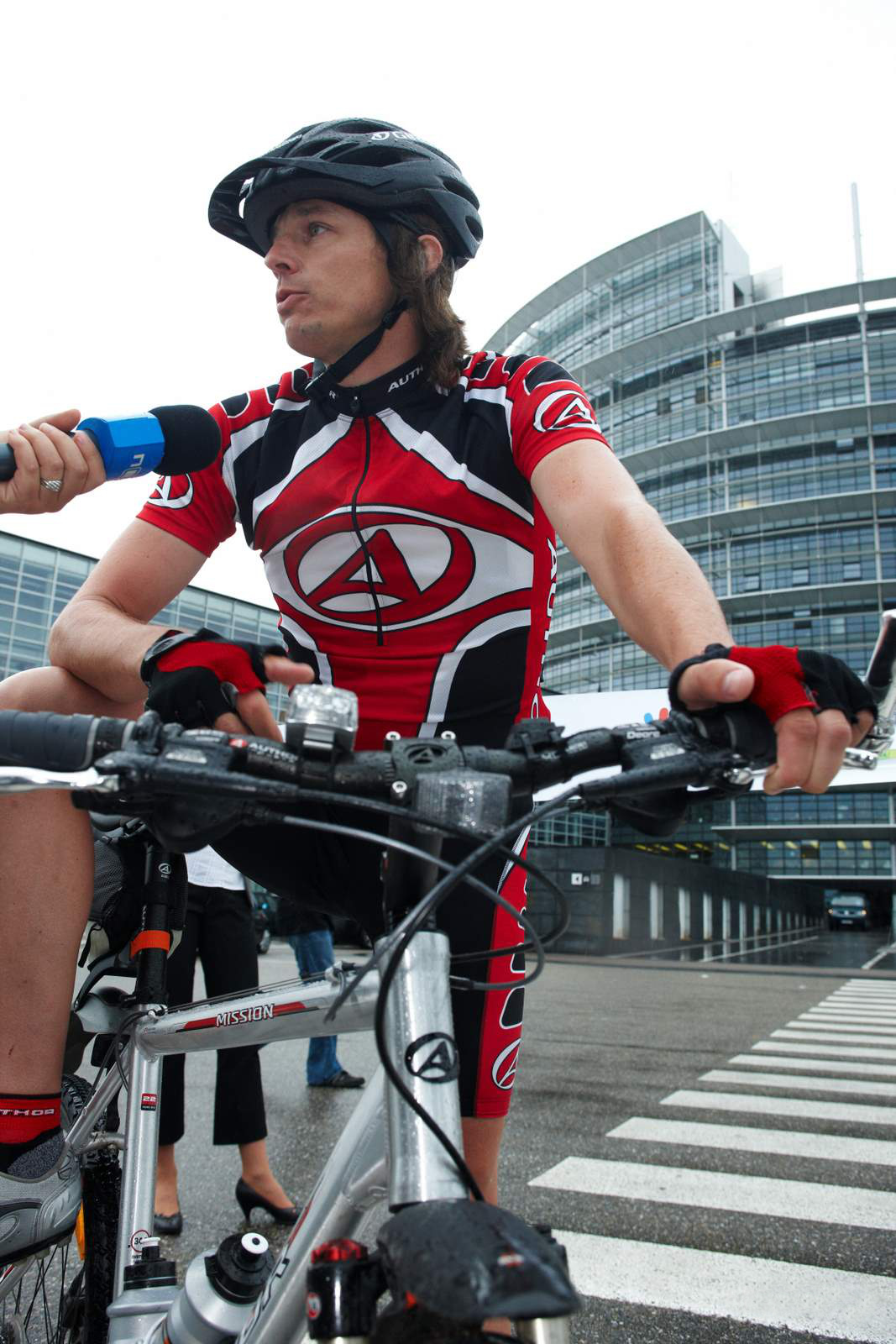
Český politik Edvard Kožušník po příjezdu na kole Author na první zasedání Evropského parlamentu v roce 2009

Author je česká značka jízdních kol, bike příslušenství a sportovních potřeb. Značka vznikla v roce 1993. 
Author vyrábí jízdní kola v kategoriích Silniční kola, Horská kola (cross country, enduro, celoodpružená), Krosová kola, Touring, Freestyle (mtb, bmx), Junior a Dámská kola. Značka Author podporuje závodní týmy Author Gang – 4cross/BMX (Michal Prokop, Lukáš Tamme), triatlonový team Author Tufo TRI LIFE Zlín (Petr Vabroušek), PSK Whirlpool – Author (Petr Benčík) a Alpine Pro – Author Tým (Václav Ježek).  